# Bakelandt
Bakelandt est une série de bande dessinée belge flamande créée par le dessinateur Hec Leemans et le scénariste Daniël Janssen, qui laisse Leemans seul à partir de 1980. Elle a été lancée le 20 octobre 1975 dans le quotidien Het Laatste Nieuws, et recueillie en albums à partir de 1980 par Standaard Uitgeverij.
Bakelandt est un jeune Flamand pauvre mobilisé contre son gré dans l'armée napoléonienne. Refusant de combattre pour l'empereur français, il fonde en forêt, à l'instar d'un Robin des bois du XIXe siècle, une bande qui lutte contre l'occupant et défend les Flamands opprimés.
Extrêmement populaire en Flandre belge, Bakelandt vaut à ses auteurs le premier Adhémar de bronze en 1977 et fait l'objet d'une série de timbres belges en 2002. En 2006, après 96 albums publiés, Leemans annonce mettre en pause la série pour se consacrer à son adaptation en bande dessinée de la sitcom F.C. De Kampioenen.